# One More Dream
Singles de SPEED
Long Way Home
(3 nov. 1999) Be My Love
(27 août 2003)
One More Dream est le douzième single du groupe SPEED, sorti en 2001.

## Présentation
Le single, écrit, composé et produit par Hiromasa Ijichi, sort le 12 décembre 2001 au Japon sur le label Toy's Factory, au format maxi-single ; c'est le dernier single du groupe à sortir sur ce label. Il sort deux ans après son précédent single, Long Way Home, qui avait été présenté comme son ultime single avant sa séparation définitive ; le groupe se reforme ponctuellement fin 2001 à l'occasion d'un unique concert de charité intitulé One More Dream, en promotion duquel sort le single homonyme.
Il atteint la 5e place du classement des ventes de l'Oricon, et reste classé pendant cinq semaines. C'est alors le single le moins bien classé et le moins vendu du groupe.
La chanson-titre sera donc interprétée sur l'album live enregistré lors du concert, Speed Memorial Live "One More Dream" + Remix!!!, qui sortira une semaine plus tard ; elle ne figurera sur aucun album studio. Contrairement à la plupart de celles des autres singles du groupe, elle ne sera pas reprise sur Best Hits Live de 2004 et Speedland de 2009.
La deuxième chanson du single est un nouvel enregistrement de la chanson du 5e single du groupe, White Love, son single le plus vendu. Une version alternative de la chanson-titre One More Dream figure aussi sur le single.

## Liste des titres
Toutes les chansons sont écrites et composées par Hiromasa Ijichi, arrangées par Yasutaka Mizushima.
| CD    | CD                                            | CD    | CD | CD | CD | CD | CD | CD | CD |
| No    | Titre                                         | Durée |    |    |    |    |    |    |    |
| ----- | --------------------------------------------- | ----- | -- | -- | -- | -- | -- | -- | -- |
| 1.    | One More Dream                                | 5:01  |    |    |    |    |    |    |    |
| 2.    | White Love (New Recording)                    | 4:26  |    |    |    |    |    |    |    |
| 3.    | One More Dream (...) (One More Dream～願い～) | 4:24  |    |    |    |    |    |    |    |
| 13:51 |                                               |       |    |    |    |    |    |    |    |